# Perissocope exiguus
Perissocope exiguus är en kräftdjursart som beskrevs av Pallares 1975. Perissocope exiguus ingår i släktet Perissocope och familjen Harpacticidae. Inga underarter finns listade i Catalogue of Life.